# Centre Internacional de Convencions de Jerusalem
El Centre Internacional de Convencions (en hebreu: מרכז הקונגרסים הבינלאומי‎, Merkaz HaKongresim HaBeinLeumi), conegut popularment com a Binyaney Ha'ouma (en hebreu: מרכז הקונגרסים הבינלאומי‎, hebreu: בנייני האומה‎, literalment Edificis de la nació), és una sala de concerts i centre de convencions que es troba en el barri de Giv'at Ram, a Jerusalem, Israel. És el major centre de convencions d'Orient Pròxim.

## Història

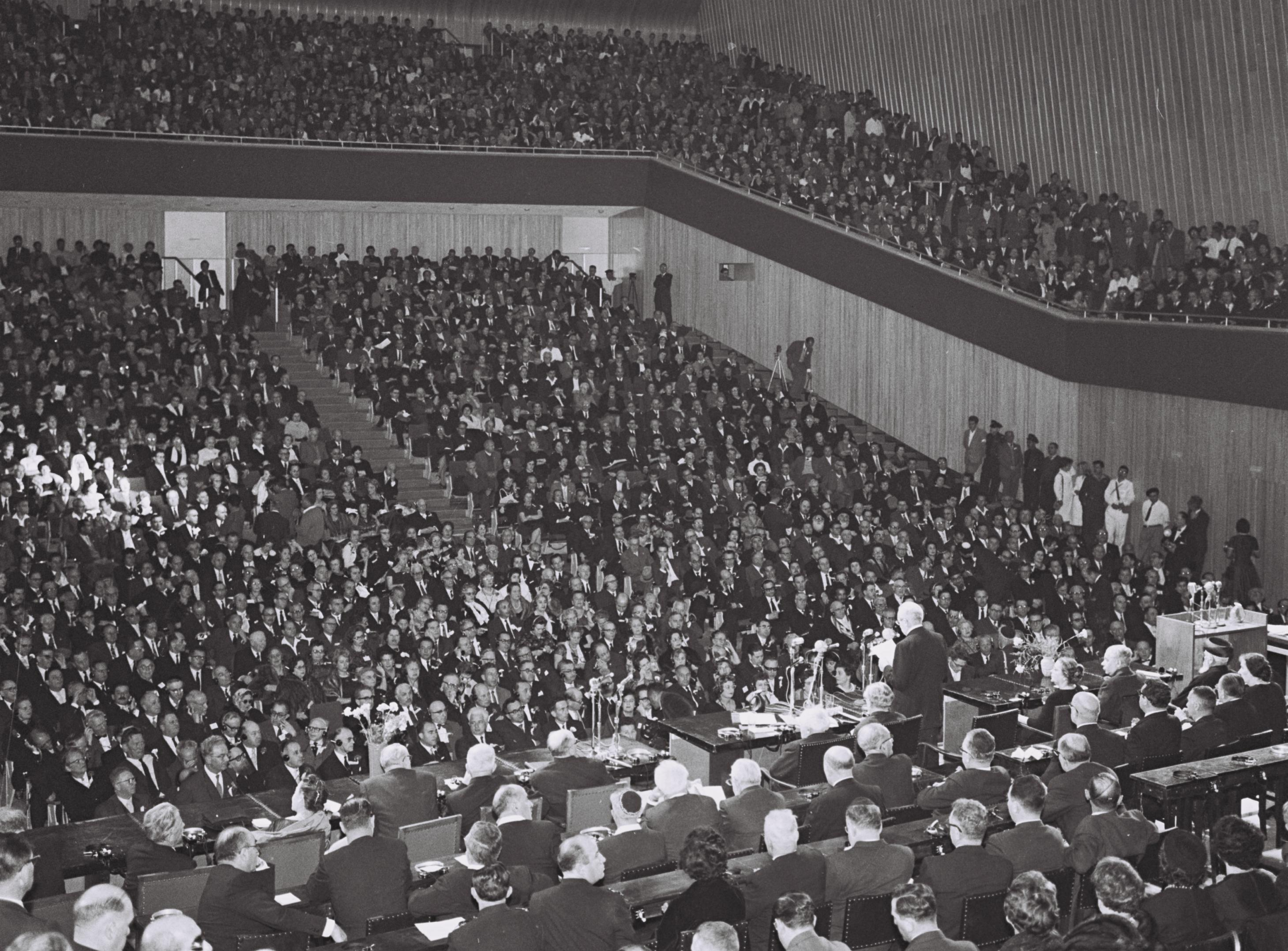
25º Congrés Sionista, 1960.

Binyaney Ha'ouma va ser planificat per l'arquitecte Ze'ev Rechter, qui va guanyar el concurs de disseny en 1949. El complex es va construir entre 1950 i 1963, encara que va començar la seva activitat en 1956 amb una reunió de l'Organització Sionista Mundial. El període de crisi econòmica viscuda a Israel durant la seva primera dècada com a estat independent va suposar retards en la construcció a causa de la falta de fons. El disseny de Rechter era una estructura sòlida amb façana en pedra de Jerusalem. En lloc d'un relleu monumental dels artistes Joseph Zaritsky i Yitzhak Danziger com es va planificar originalment, la façana es va cobrir amb panells de cristall de color blau.

## Capacitat
Es troba davant de l'Estació Central d'Autobusos de Jerusalem en l'entrada oest de la ciutat, el centre compta amb 27 sales amb capacitat per a reunir a 10.000 persones, i és membre del AIPAC i del ICCA (Associació Internacional de Congressos i Convencions) complint els seus estàndards internacionals. La sala més gran, l'auditori Menahem Ussishkin, té un aforament de 3.104 espectadors. En total, 12.000 metres quadrats d'espai d'exposició s'estenen en dos pisos i deu àrees de mostra.

## Funcions
Binyaney Ha'ouma és seu de l'Orquestra Filharmònica d'Israel. El complex ha albergat nombrosos esdeveniments internacionals, entre ells el Festival de la Cançó d'Eurovisió 1979, el Festival de la Cançó d'Eurovisió 1999 i la Fira Internacional del Llibre de Jerusalem. El judici a John Demjanjuk es va celebrar aquí.